# Gobernación de Damasco
La gobernación de Damasco (en árabe: مُحافظة دمشق‎, romanizado: Muḥāfaẓat Dimashq) es una de las 14 gobernaciones de Siria, y consiste únicamente en la ciudad de Damasco y el suburbio de Yarmouk.
La superficie de la gobernación es de unos 107 km², abarcando el área de la ciudad de Damasco, mientras que la población es de alrededor de 2.503.000 habitantes.